# 丹草
丹草（学名：Hedyotis herbacea）为茜草科耳草属下的一个种。其种加词“herbacea”意为“草本的”。